# HIP 65426
HIP 65426 (auch HD 116434 oder Matza) ist ein Stern im Sternbild Zentaur. Er befindet sich in einer Entfernung von etwa 350 Lichtjahren und wird von einem Super-Jupiter in einer Entfernung von etwa 90 AE umkreist. Der Planet wurde im Jahr 2017 durch direkte Abbildung mit dem SPHERE-Instrument am Paranal-Observatorium entdeckt. Im Jahr 2022 war der Exoplanet auch der erste, der mit dem James-Webb-Weltraumteleskop direkt abgebildet wurde.

## Stern
Der Stern HIP 65426 mit Spektralklasse A2 V hat etwa die doppelte Sonnenmasse und etwa 1,8 Sonnenradien. Er ist damit vergleichbar zu Sirius. Es handelt sich um einen sehr jungen Stern mit einem geschätzten Alter von lediglich 14 Mio. Jahren.
Der Stern rotiert mit einer hohen Geschwindigkeit, die etwa 150 Mal höher ist als bei der Sonne was ungewöhnlich ist für Sterne dieser Spektralklasse. Außerdem konnte um den Stern keine Staubscheibe entdeckt werden was bei einem derart jungen System erwartet würde.

## Planet HIP 65426 b

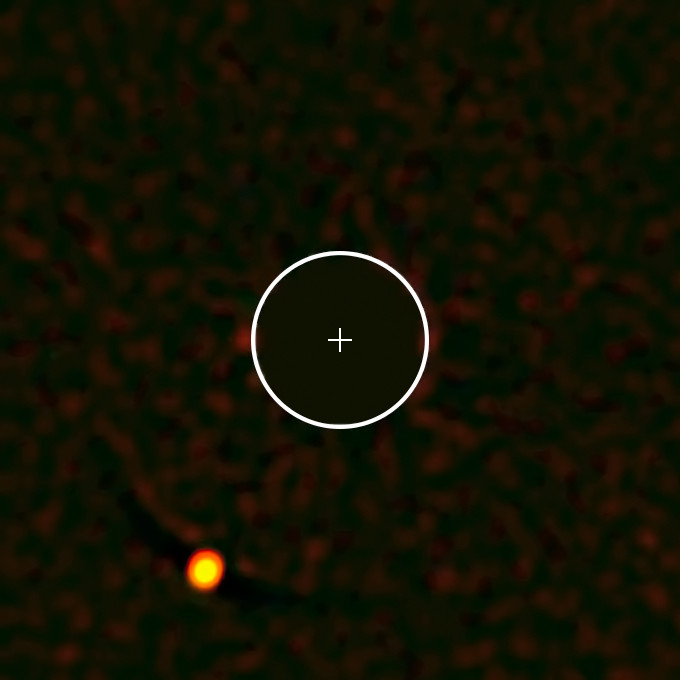
Abbildung des Exoplaneten HIP 65426 b im Jahr 2017 mit dem SPHERE-Instrument am Paranal-Observatorium

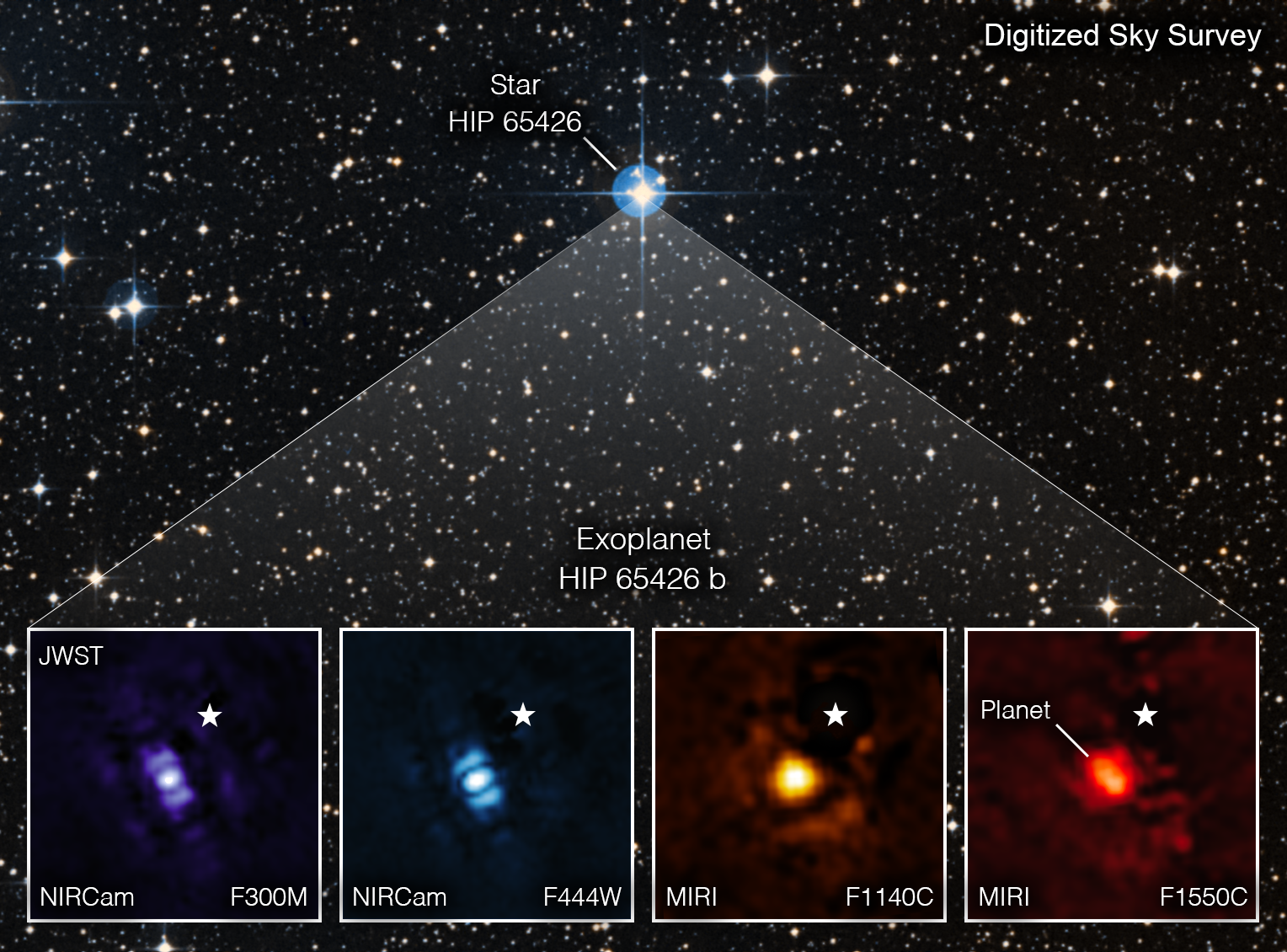
Abbildung des Exoplaneten HIP 65426 b mit den verschiedenen Instrumenten des James-Webb-Weltraumteleskops

Der Planet HIP-65426 b hat eine Masse von etwa 7 Jupitermassen, der Radius liegt bei etwa 1,4 bis 1,5 Jupiterradien. Die Temperaturen liegen bei etwa 1300 K. Die Lage des Planeten bei etwa 90 AE ist ebenfalls ungewöhnlich, da eine Planetenbildung so weit entfernt vom Zentralstern gängigen Planetenbildungsmodellen widerspricht. Möglicherweise wurde der Planet durch eine Begegnung mit einem anderen Planeten von weiter innen nach außen geschleudert. Diese Theorie könnte erhärtet werden, falls sich bei der Planetenbahn eine hohe Exzentrizität zeigen würde.
Die Atmosphäre des Planeten zeigt gemäß Analyse der Daten vom JWST starke Anzeichen für die Präsenz von Silikatwolken.

## Benennung durch IAU
Der Stern wurde im Jahr 2022 von der IAU mit dem Namen Matza benannt. Zusammen mit dem Stern wurde auch der Exoplanet mit dem Namen Najsakopajk benannt. Die Worte entstammen der Sprache der Zoque aus Mexiko und stehen grob für "Stern im Himmel" und "Mutter Erde".